# 丸中金華山汽船
丸中金華山汽船株式会社（まるなかきんかさんきせん）は、宮城県牡鹿郡女川町に本社を置いていた海運会社。金華山への航路を運航していた。

## 概要
1924年に創業、1953年に金華山への航路を開設した。
最盛期の1989年には約3億7000万円の売り上げがあったが、1998年に主力船の「ラ・ベルメール」が機関故障を起こし、休航による減収と修理費用の負担により、以後、赤字を累積した。2004年には出島航路を廃止して不採算の離島航路事業から撤退、金華山への観光航路に特化したが、観光客の減少により、2006年には売り上げが約1億円に減少した。その後、建造費用の借り入れなどの負担で債務超過となり資金繰りが悪化、2007年12月27日に関連会社の「ホテルおしか」とともに仙台地方裁判所に破産手続きの開始を申し立て、運航を停止した
。

## 航路
- 鮎川港 - 金華山
- 女川港 - 金華山
- 女川港 - 出島

## 船舶

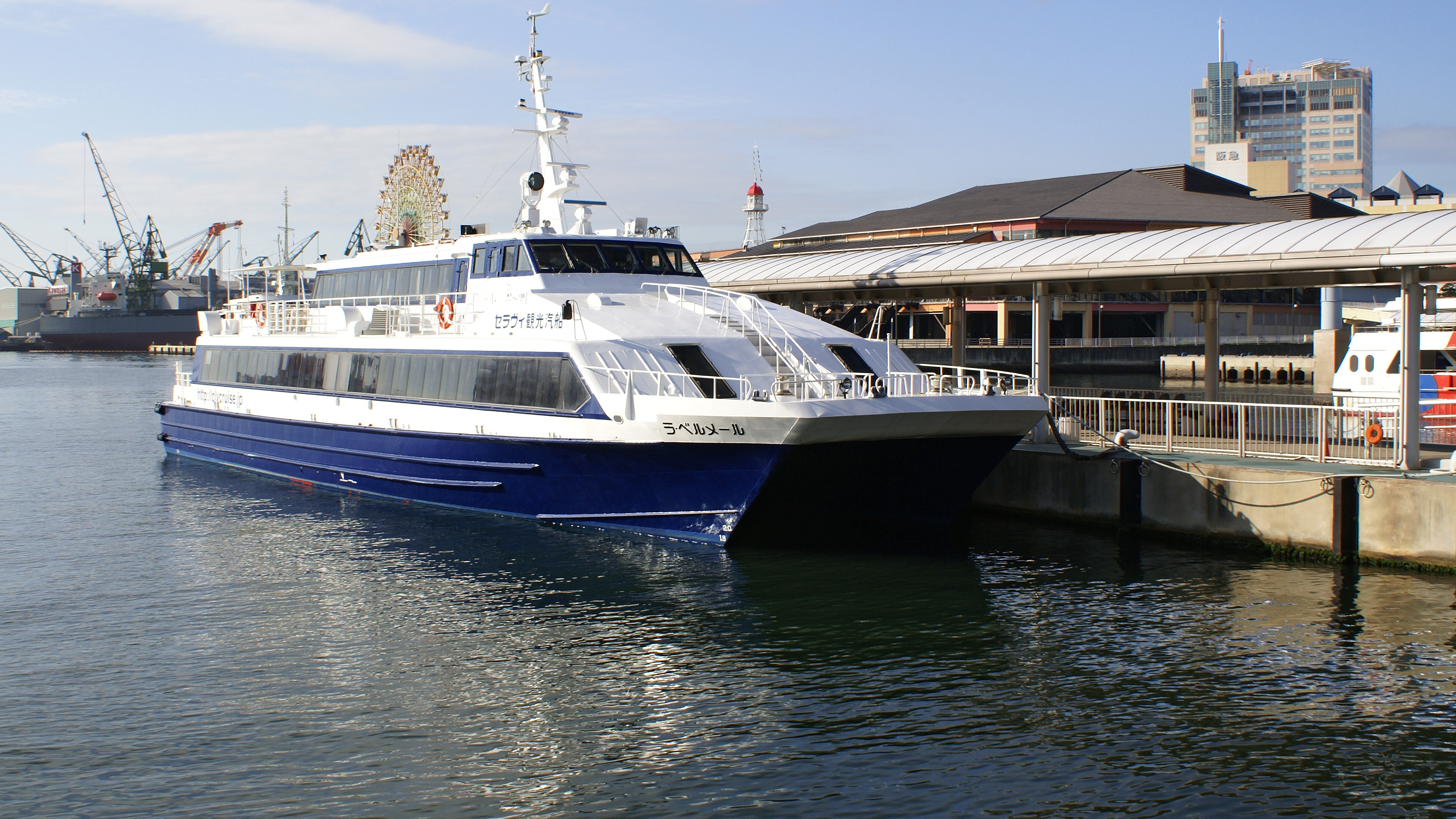
売船後の「ラ・ベルメール」

- レスポワール

三保造船所建造。倒産後、潮プランニングが購入を検討したが、価格面で折り合わず、女川港、横須賀港で長期係船された後、2010年に江田島市企業局が高速船増便のため購入。
- ラ・ベルメール

三保造船所建造。後にセラヴィ観光汽船へ売却。